# Mohni
Mohni (deutsch und schwedisch Ekholm) ist eine Insel in der Ostsee vor der Nordküste Estlands im Finnischen Meerbusen. Sie gehört verwaltungsmäßig zur Gemeinde Kuusalu.
Der Name stammt vermutlich von gotländischen Mönchen, die sich im Mittelalter auf der Insel angesiedelt hatten. Später war die Insel beliebtes Ziel von Fischern und Alkoholschmugglern nach Skandinavien. Anfang des 19. Jahrhunderts wurde ein 27,4 m hoher Leuchtturm errichtet, der 1871 renoviert wurde.
Die Fläche von Mohni beträgt 63 Hektar. Etwa die Hälfte der Insel ist bewaldet. Sie ist Ausflugsziel von Touristen. Vom Kunstmuseum im 4 km entfernten Viinistu aus gibt es einen unregelmäßigen Schiffsverkehr. Mohni ist heute Teil des Nationalparks Lahemaa.
Auf Mohni lebte und arbeitete zeitweise die estnische Dichterin Kristiina Ehin.